# Magnets (canción)
«Magnets» es una canción del dúo británico de música electrónica Disclosure con la voz de la cantante croatoneozelandesa Lorde. El sencillo fue lanzado el 23 de septiembre de 2015, bajo el sello discográfico PMR e Island Records, como el tercer sencillo promocional de su álbum de estudio Caracal.Disclosure y Lorde interpretaron la canción en Saturday Night Live el 14 de noviembre de 2015.

## Recepción comercial
La pista se convirtió en su sencillo con el lugar más alto de las listas de popularidad de Australia y Nueva Zelanda, llegando al No. 14 y No. 2, respectivamente. 
En los EE. UU., "Magnets" se convirtió en su primer sencillo en llegar a estaciones de radio alternativa y de radio adulto alternativa, colocándose en la posición #21 en la lista de la Rock Airplay y el #17 en la lista Alternative Songs. El sencillo se lanzó oficialmente a la radio alternativa el 10 de noviembre de 2015.

## Recepción de la crítica
"Magnets" obtuvo críticas muy positivas. La Revista Rolling Stone clasificó a "Magnets" en el número 32 en su lista de fin de año en donde se encontraban las 50 mejores canciones de 2015, y la calificó de "la canción más subestimada en la música dance del año". En cambio, Michaelangelo Matos de la revista Billboard amó su tono, calificándolo de "un poco memorable".

## Lista de sencillos
- Descarga digital[6]

1. "Magnets" (Disclosure V.Yo.P.) – 6:16
2. "Magnets" (A-Trak Remix) – 4:20
3. "IMagnets" (Loco Dice Remix) – 6:56
4. "Magnets" (Tiga Remix) – 4:34
5. "Magnets" (SG Lewis Remix) – 4:46
6. "Magnets" (Jon Hopkins Remix) – 6:55

## Listas
| Lista (2015–16)                               | Mejor posición |
| --------------------------------------------- | -------------- |
| Australia (ARIA)                              | 14             |
| Bélgica (Flandes) (Ultratip Bubbling Under)   | 1              |
| Canadá (Canadian Hot 100)                     | 58             |
| Francia (SNEP)                                | 87             |
| Irlanda (IRMA)                                | 64             |
| Países Bajos (Mega Single Top 100)            | 74             |
| Nueva Zelanda (Recorded Music NZ)             | 2              |
| Nueva Zelanda Canciones Digitales (Billboard) | 1              |
| Escocia (Scottish Singles Sales Chart)        | 63             |
| Reino Unido (UK Singles Chart)                | 71             |
| Reino Unido (UK Dance Chart)                  | 20             |
| US Bubbling Under Hot 100 Singles (Billboard) | 2              |
| Estados Unidos (Alternative Airplay)          | 17             |
| Estados Unidos (Hot Dance Club Songs)         | 1              |

### Certificaciones
| País          | Organismo certificador | Certificaciones | Ventas certificadas | Ref.   |
| ------------- | ---------------------- | --------------- | ------------------- | ------ |
| Australia     | ARIA                   | Platino         | 70 000              | [ 21 ] |
| Nueva Zelanda | RMNZ                   | 2x Platino      | 30 000              | [ 22 ] |
| Rusia         | BPI                    | Plata           | 200 000             | [ 23 ] |

## Fecha de lanzamiento

### Sencillo promocional
| Región | Fecha                    | Formato          | Discográfica |
| ------ | ------------------------ | ---------------- | ------------ |
| Mundo  | 23 de septiembre de 2015 | Descarga digital |              |

### Como sencillo
| Región         | Fecha                   | Formato           | Etiqueta  |
| -------------- | ----------------------- | ----------------- | --------- |
| Estados Unidos | 10 de noviembre de 2015 | Radio alternativa | Capitol   |
| Estados Unidos | 24 de noviembre de 2015 | Radio dance       | Capitol   |
| Italia         | 4 de diciembre de 2015  | Mainstream Radio  | Universal |